# ميرو كاتيتش
ميرو كاتيتش مواليد 2 فبراير 1974 في سبليت، جمهورية يوغوسلافيا الاشتراكية الاتحادية، هو لاعب كرة قدم بوسني سابق كان يلعب كلاعب وسط.

## المسيرة الاحترافية

### أندية لعب لها
- نادي دينامو زغرب
- نادي شيروكي برييغ
- نادي رادنيتشكي سبليت

## روابط خارجية
- ميرو كاتيتش على موقع قاعدة بيانات كرة القدم.إي يو (الإنجليزية)
- ميرو كاتيتش على موقع ناشيونال فوتبول تيمز (الإنجليزية)